# Cecilia Loftus
Marie Cecilia Loftus Brown (Glasgow, 22 de octubre de 1876 - Nueva York, 12 de julio de 1943) fue una actriz, cantante e imitadora escocesa, que trabajó en el teatro de vodevil y en el music hall a finales del siglo XIX y principios del siglo XX.

## Biografía
Su madre, Marie Loftus, era una actriz, intérprete de pantomima y artista de music hall que alcanzó la fama en el género burlesque, donde se la anunciaba como "La Sarah Bernhardt de los Halls", y tenía 18 años cuando Cecilia nació. Su padre, Ben Brown, formaba parte del  grupo de variedades Brown, Newland & Le Clerc.  Cecilia recibió su educación en el Convento del Santo Niño, ubicado en Raikes Parade, en Blackpool (Inglaterra). En julio de 1893, a los 17 años, Cissy Loftus debutó en el Oxford Music Hall de Londres, seguido de una presentación en el Palace Theatre of Varieties. Tras iniciar su carrera en el music hall y el teatro de vodevil con imitaciones de reconocidas actrices de la época, como Yvette Guilbert, participó durante una temporada en comedia musical en el Gaiety Theatre.
A los 17 años, se casó con el escritor irlandés Justin Huntly McCarthy, socio de su amigo Max Beerbohm, con quien tuvo un matrimonio breve que terminó en divorcio. En 1908, contrajo matrimonio con el médico estadounidense Alonzo Higbee Waterman, pero su salud y la prematura muerte de su hijo Peter deterioraron la relación. En 1920, la pareja se divorció y Loftus desarrolló una fuerte dependencia al alcohol y los analgésicos. En 1922, fue arrestada por posesión de morfina y atropina, aunque fue puesta en libertad bajo fianza. En 1923, dejó el Reino Unido y se estableció en Nueva York, donde retomó su carrera en Broadway y en Hollywood. Falleció el 12 de julio de 1943, a los 66 años, debido a un ataque al corazón y complicaciones derivadas del alcoholismo. Fue enterrada en el cementerio Kensico, en Nueva York, en un terreno facilitado por el Actors' Fund.

## Trayectoria
En 1894, se presentó en el teatro de vodevil en el Lyceum Theatre de Nueva York. Ese mismo año, fue retratada por el pintor francés Henri de Toulouse-Lautrec
Loftus realizó giras con la compañía de Ada Rehan y con la de Augustin Daly antes de su debut en Koster & Bial's el 21 de enero de 1895. Con la compañía de Rehan, actuó en Washington D. C., San Luis (Misuri) y Chicago (Illinois) bajo el nombre de "Miss Cecile". Su salida de la compañía de Daly se produjo después de que recibiera ofertas con salarios más altos en Nueva York. Antes de 1895, interpretó los papeles de "Winnie" en The Last Word y "Audrey" en Love's Labour's Lost, aunque la crítica no fue favorable con su desempeño en estos roles, lo que la afectó. A lo largo de su carrera en el teatro de variedades, se convirtió en una de las artistas más populares del circuito junto a Vesta Tilley y Harry Lauder. 
Posteriormente, comenzó a trabajar en el teatro convencional, debutando en The Children of the King en el Royal Court Theatre en 1898. Al año siguiente, regresó a Estados Unidos para una gira en el teatro de variedades, donde en 1901 fue vista por Henry Irving en el Knickerbocker Theatre. Impresionado por su talento, Irving la contrató para interpretar los papeles que Ellen Terry ya no podía desempeñar. Más tarde, realizó giras con Irving, aunque sus ingresos no fueron tan altos como en el circuito de music hall. En 1905, obtuvo reconocimiento por su interpretación de Nora en Casa de muñecas, de Henrik Ibsen. Ese mismo año, dio vida a Peter Pan en la segunda producción británica de la obra de J. M. Barrie, que recibió buenas críticas. En 1906, realizó una gira con The Diamond Express y en 1912 participó en la Royal Variety Performance en el Palace Theatre. En 1914, interpretó a Desdémona en Otelo en el Lyric Theatre de Nueva York.
Cecilia Loftus tuvo una carrera destacada en el burlesque, como imitadora y en Broadway. Participó en diversas producciones, entre ellas The Man of Forty (1900), If I Were King (1901), Hamlet (1903), la opereta de Victor Herbert Dream City (1906), Venus (1927), Three-Cornered Moon (1933), Abide With Me (1935) y Little Dark Horse (1941). También compuso letras y música para varias obras, como The Belle of Bridgeport (1900) y The Lancers (1907). En el cine, trabajó desde la década de 1910 hasta la de 1940, con papeles en películas como A Lady of Quality (1913), Young Sinners (1931), The Old Maid (1939) y The Blue Bird (1940).

## Filmografía
| Año  | Título              | Papel              |
| ---- | ------------------- | ------------------ |
| 1913 | A Lady of Quality   | Clorinda Wildairs  |
| 1914 | The City of Promise | The Country Girl   |
| 1917 | Diana of Dobson's   | Diana              |
| 1931 | East Lynne          | Cornelia Carlyle   |
| 1931 | Doctors' Wives      | Aunt Amelia        |
| 1931 | Young Sinners       | Mrs. Sinclair      |
| 1935 | Once in a Blue Moon | Duchess            |
| 1939 | The Old Maid        | Grandmother Lovell |
| 1939 | On Dress Parade     | Mrs. Neeley        |
| 1940 | The Blue Bird       | Granny Tyl         |
| 1940 | It's a Date         | Sara Frankenstein  |
| 1940 | Blame It on Love    | Granny             |
| 1940 | Lucky Partners      | Mrs. Sylvester     |
| 1941 | The Black Cat       | Henrietta Winslow  |